# Leah Pipes
Leah Pipes (Los Angeles, Californië, 12 augustus 1988) is een Amerikaans actrice.
Pipes kreeg haar doorbraak in 2003, toen ze een rol kreeg in de kortdurende televisieserie Lost at Home. Een jaar later kreeg ze een hoofdrol in de Disney Channel-film Pixel Perfect.
Na gastrollen in onder andere Drake & Josh, Malcolm in the Middle, Bones en Shark, kreeg Pipes een vaste rol in de televisieserie Life Is Wild, die in de Verenigde Staten werd uitgezonden in 2007-2008.

## Filmografie
- Biblioteca Nacional de España: XX5019366
- International Standard Name Identifier: 0000 0001 0760 5019
- Library of Congress Control Number: no2012098926
- Virtual International Authority File: 160266992
- WorldCat: E39PBJrm4C9dYYHQfQMtPpdYT3